# Mark Clinton
Mark A. Clinton (7 février 1915-23 décembre 2001) est un homme politique irlandais du Fine Gael qui est ministre de l'Agriculture de 1973 à 1977. Il est Député européen pour la circonscription de Leinster de 1979 à 1989. Il est Teachta Dála (TD) de 1961 à 1981.

## Biographie
Clinton est né dans une famille d'agriculteurs à Moynalty, Kells, comté de Meath, en février 1915. Il est connu comme un footballeur gaélique accompli dans sa jeunesse et joue dans l'équipe du comté de Meath battue par Kerry lors de la finale du championnat de football senior de toute l'Irlande en 1939. Il est membre du conseil du comté de Dublin à partir de 1955 et représente diverses circonscriptions du comté de Dublin en tant que député Fine Gael de 1961 jusqu'à sa retraite du Dáil Éireann en 1981.
En 1973, il rejoint le gouvernement irlandais de Liam Cosgrave en tant que ministre de l'Agriculture et de la Pêche au sein de la Coalition nationale. On se souvient surtout de Clinton comme du ministre de l'Agriculture qui a négocié l'adhésion de l'Irlande à la politique agricole commune de l'Union européenne. Il reste au gouvernement jusqu'en 1977 et prend sa retraite du Dáil en 1981. Clinton siège également au Parlement européen pour la circonscription de Leinster de 1979 à 1989 et devient vice-président de cette assemblée.
Mark Clinton est décédé le 23 décembre 2001 dans une maison de retraite de Dublin.